# Polylopha cassiicola
Polylopha cassiicola är en fjärilsart som beskrevs av Liu och Kawabe 1993. Polylopha cassiicola ingår i släktet Polylopha och familjen vecklare. Inga underarter finns listade i Catalogue of Life.